# NGC 27
NGC 27は、アンドロメダ座の方角にある渦巻銀河である。1884年8月3日にルイス・スウィフトによって発見された。